# جله‌قدوق
جله‌قدوق (به ازبکی: Jalaquduq، جله‌قودوق؛پیش‌تر آخوندبابایف) یک منطقهٔ مسکونی در ازبکستان است که در شهرستان جله‌قدوق واقع شده‌است. جله‌قدوق ۲۰٬۸۰۰ نفر جمعیت دارد.